# Manoir de Melrand
Le manoir de Melrand (ou manoir du Bot) est un édifice situé à Melrand en France.

## Localisation
Le manoir est situé sur le territoire de la commune de Melrand,  1 rue du Bot, dans le département du Morbihan en région Bretagne.

## Description
Le manoir est construit au XVIIe siècle, il présente un plan allongé avec un rez-de-chaussée à deux pièces, doublé d'un corps postérieur en appentis à usage de cuisine, aujourd'hui disparu. L'étage est composé de deux chambres chauffées surmontées d'un comble simple que dessert la tour d'escalier postérieure de plan carré. Sa toiture à longs pans est couverte en pavillon, relié par une noue à celui du corps de logis. L'élévation antérieure du manoir est en pierre de taille tandis que les pignons et le mur postérieur sont édifiés en moellon. Escalier hors-œuvre : escalier tournant à retours. 

## Historique
Isolé à l'origine, le manoir se trouve rattrapé au XIXe siècle par l'urbanisation, en raison de sa proximité avec le bourg de Melrand. Il ne figure pas dans les réformations de la noblesse des XVe et XVIe siècles car il est édifié ultérieurement au milieu du XVIIe siècle. Son nom même Le Bot (résidence, demeure) désigne un manoir. En façade, les fenêtres sont agrandies au XIXe siècle. L'appentis postérieur a disparu ainsi que l'escalier en charpente situé dans la tour postérieure. Le manoir semble déclassé en ferme au XIXe siècle, une dépendance est alors construite en retour contre la façade.
Il est inscrit à l'inventaire général du patrimoine culturel en 2001.